# Universal Music Mobile
Universal Music Mobile initialement SFR Le Compte puis Les nouveaux forfaits Universal Mobile est une ancienne marque de services mobiles issue d'un partenariat entre Universal Music et SFR, lancée en France le 14 septembre 2001. À son lancement, Universal propose des forfaits sans engagement et des forfaits bloqués de télécommunication mobile. L'objectif commercial consiste à fournir principalement à la jeune clientèle, des forfaits de communication limités tout en garantissant aux parents, la maîtrise de leur budget.
Le 25 août 2004, Bouygues Telecom acquiert la licence Universal Music Mobile. Dans le but d'harmoniser ses offres, les forfaits "Universal Music Mobile" deviennent les "Forfaits Bloqués Bouygues Telecom" au 18 juin 2012.

## Slogans
- Du 14 septembre 2001 au 30 septembre 2003 : Universal Mobile a choisi le réseau SFR
- Du 1er octobre 2003 au 24 août 2004 : Plus de plaisir / SFR Le Compte, et c'est total bonheur !
- Du 25 août 2004 à 2007 : Ça se bloque, avant tu débloques
- De 2007 à août 2011 : Éclate-toi, sans te faire éclater !
- De août 2011 au 18 juin 2012 : Le forfait est bloqué mais moi jamais !

## Distinctions publicitaires et marketing
En 2006, L'agence de publicité Saatchi & Saatchi et Universal Mobile obtiennent le Grand Prix Stratégies du Marketing des Jeunes, pour le spot publicitaire « La cuisine » et en 2008, pour les films « Cars » et « Morning ».